# わたしは海
『わたしは海』（わたしはうみ）は、1978年（昭和53年）度後期放送のNHK「連続テレビ小説」第22作で、1978年10月2日から1979年（昭和54年）3月31日まで放送されたテレビドラマ。NHK大阪放送局制作第5作。

## 特徴
広島県の倉橋島や呉市を主な舞台に身寄りのない戦争孤児を育てながら生きたヒロインの半生を描いている。放送期間が半年体制となってからのNHK大阪放送局制作（大阪制作）4作目となる。

## キャスト
川村ミヨ
演 - 相原友子
川村喜市（ミヨの父）
演 - 井上昭文
川村あや（ミヨの義母）
演 - 三島ゆり子
川村ヒデ（ミヨの長姉）
演 - 宮本圭子
川村キク（ミヨの次姉）
演 - 阿井沢野舞枝
石沢松子（ミヨの実母）
演 - 坂本スミ子
長谷川麻吉（ミヨの夫）
演 - 小野進也
長谷川源吉
演 - 山本稔
上原秀之（ミヨの恋人）
演 - 三沢慎吾
上原華代
演 - 葦笛るか
笹本正一
演 - 大和田獏
若林民造
演 - 南条景浩
おりょう
演 - 谷川みゆき
飯田清子
演 - 中原ひとみ
亀山良司（医師）
演 - 小池朝雄
長瀬八郎
演 - 有島一郎
佐野太平
演 - 辰巳柳太郎
分校の校長
演 - 邦保
分校の先生
演 - 三村伸也・与田智治
和夫
演 - 森圭吾
その他
演 - 徳田尚美、正司照江
他
※参考文献『朝ドラの55年 全93作品完全保存版』（NHKドラマ編集部、2015年）

## スタッフ
- 脚本 - 岩間芳樹[4]
- 音楽 - 南安雄[4]
- 演出 - 佐藤満寿哉[4]、原晙ニ、樋口昌弘、吉村弘之、田村勝四郎
- 制作 - 伊神幹[4]
- 効果 - 堂下昭博[4]
- 美術 - 水速信孝[4]
- 技術 - 松田陽[4]
- 語り - 倍賞千恵子[4]

## 視聴率
- 1978 - 79年の平均視聴率は35.9%、最高視聴率は42.1%（関東地区、ビデオリサーチ調べ）[5]。

## 映像の現存状況
第1回と最終回のみ現存とされていたが、2007年に視聴者から話数不明のVHSテープ（第131回と思われる）が寄贈された。
NHKではマスターテープが失われた過去の放送番組の収集（制作関係者や一般視聴者らへのビデオテープ提供の呼びかけなど）を進めている。
放送ライブラリーでは最終回が公開。

## 関連文献
- 岩間芳樹『わたしは海 上』日本放送出版協会、1978年10月5日。NDLJP:12488216。(要登録)
- 岩間芳樹『わたしは海 下』日本放送出版協会、1978年12月25日。NDLJP:12488215。(要登録)